# Cotumba, Bacău
Cotumba este un sat în comuna Agăș din județul Bacău, Moldova, România.